# 郑敏之

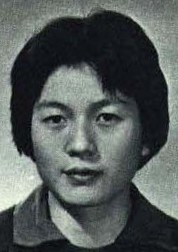
1965年的郑敏之

郑敏之（1945年—），广东中山市濠头乡人，中国乒乓球运动员，前世界冠军，横拍削球打法。

## 生平
郑敏之于1958被选入上海市乒乓球队，1960年选入国家集训队。她曾多次参加世界乒乓球锦标赛，获得过28届女双冠军（与林慧卿合作），31届女单亚军和女双冠军（与林慧卿合作），并且是28届女团冠军、31与32届女团亚军中国队的主力队员之一。
退役后，郑敏之于1974年出任中国国家乒乓球队教练。1985年升任国家队副总教练兼副领队，后又任国家体委副司长，主管乒乓球运动。1979年出任中国乒乓球协会副主席。此外，她还是第五、六届全国政协常委，第七届全国政协委员。

## 家庭
郑敏之前夫为著名围棋棋手陈祖德，两人育有一子。1989年离婚。